# Lekkoatletyka na Światowych Wojskowych Igrzyskach Sportowych 2015 – sztafeta 4 × 400 m kobiet
Sztafeta 4 × 400 metrów kobiet – jedna z konkurencji biegowych drużynowych rozegranych w dniu 6 października 2015 roku podczas 6. Światowych Wojskowych Igrzyskach Sportowych na kompleksie sportowym KAFAC Sports Complex w Mungyeongu.

## Terminarz
| Data                | Godzina (UTC+09:00) | Wydarzenie |
| ------------------- | ------------------- | ---------- |
| 6 października 2015 | 17:25               | Finał      |

## Rekordy
Tabela prezentuje rekord świata, a także rekord Igrzysk wojskowych (CSIM) przed rozpoczęciem mistrzostw.
|                                   | Zawodnik                                                                        | Wynik   | Miejsce        | Data                     |
| --------------------------------- | ------------------------------------------------------------------------------- | ------- | -------------- | ------------------------ |
| Rekord świata                     | ZSRR · (Tatjana Ledowska, Olga Nazarowa, Marija Pinigina, Olha Bryzhina)        | 3:15,17 | Seul           | 1 października 1988(dts) |
| Rekord Igrzyska wojskowych (CSIM) | Brazylia · (Vanda Gomes, Christiane dos Santos, Geisa Coutinho, Jailma de Lima) | 3:32,42 | Rio de Janeiro | 21 lipca 2011(dts)       |

## Medaliści
| Złoto                                                                                      | Srebro                                                                  | Brąz                                                                  |
| Rosja · Jekatierina Rieńżyna · Nadieżda Kotlarowa · Ksienija Ryżowa · Antonina Kriwoszapka | Ukraina · Olha Zemlak · Natalija Pyhyda · Anna Ryżykowa · Natalija Łupu | Bahrajn · Salwa Eid Naser · Ofonime Odiong · Iman Essa · Kemi Adekoya |

## Finał
Źródło
| Pozycja | Tor | Państwo           | Zawodnicy                                                                                                 | Czas    | Uwagi  |
| ------- | --- | ----------------- | --- | ------- | ------ |
| 01 !    | 6   | Rosja             | Jekatierina Rieńżyna, Nadieżda Kotlarowa, Ksienija Ryżowa, Antonina Kriwoszapka                           | 3:28.75 | CR     |
| 02 !    | 5   | Ukraina           | Olha Zemlak, Natalija Pyhyda, Anna Ryżykowa, Natalija Łupu                                                | 3:30.66 |        |
| 03 !    | 8   | Bahrajn           | Salwa Eid Naser, Ofonime Odiong, Iman Essa, Kemi Adekoya                                                  | 3:32.62 |        |
| 4       | 1   | Polska            | Ewelina Ptak, Angelika Cichocka, Marta Jeschke, Anna Kiełbasińska                                         | 3:35.37 |        |
| 5       | 7   | Chiny             | Yao Xuejing, Xie Zeru, Zhang Xuefei, Huang Guifen                                                         | 3:42.09 |        |
| 6       | 4   | Kenia             | Priscilla Tabunda, Sabina Mukoswa, Rose Cherono Sang, Musiko Cathrine Nandi                               | 3:46.98 |        |
| -       | 3   | Sri Lanka         | Abarana Gedara W. M. Karunathilaka, Nimal Waliwarsha, Geethani P. Belgoda Dewayalage, Chandrika Rasnayake | DQ      | R170.7 |
| -       | 2   | Stany Zjednoczone | | DNS     |        |